# Ткачук, Игорь Михайлович
Ткачук Игорь Михайлович (укр. Ткачук Ігор Михайлович; 1 сентября 1975, посёлок Знаменск — 20 февраля 2014, Киев) — активист Евромайдана. Погиб в Киеве 20 февраля 2014 г. от пулевого ранения в голову. Герой Украины (2014, посмертно).
Проживал в селе Великая Каменка в Ивано-Франковской области. Был женат, имел троих детей.

## Награды
- Звание Герой Украины с удостаиванием ордена «Золотая Звезда» (21 ноября 2014 года, посмертно) — за гражданское мужество, патриотизм, героическое отстаивание конституционных принципов демократии, прав и свобод человека, самоотверженное служение Украинскому народу, проявленные во время Революции достоинства[1]
- Медаль «За жертвенность и любовь к Украине» (УПЦ КП, июнь 2015) (посмертно)[2]